# Ovidio (nome)
Ovidio  è un nome proprio di persona italiano maschile.

## Varianti
- Femminili: Ovidia[3]

### Varianti in altre lingue
- Catalano: Ovidi[4]
- Francese: Ovide[2]
- Gallese: Ofydd[2]
- Inglese: Ovid[2]
- Latino: Ovidius[1][2][4]
- Lituano: Ovidijus
- Polacco: Owidiusz
- Portoghese: Ovídio[2]
- Rumeno: Ovidiu[2]
- Spagnolo: Ovidio[2][4]

## Origine e diffusione

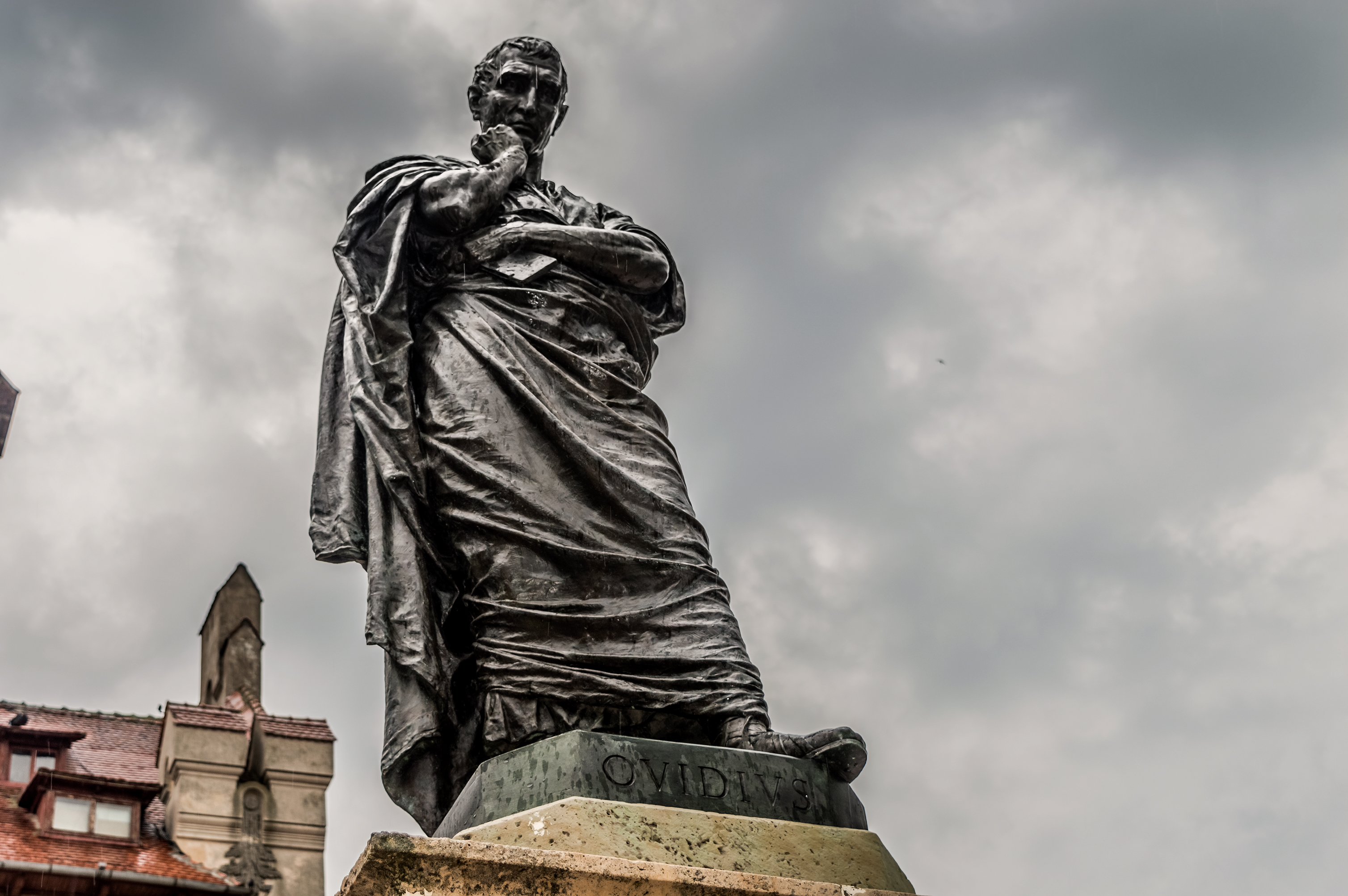
Statua di Ovidio a Costanza in Romania (l'antica Tomi, dove fu esiliato)

Deriva dal gentilizio latino Ovidius, a sua volta derivante probabilmente da Ovius, un nome attestato sia tra i latini, sia tra altri popoli italici. Ovius (o anche direttamente Ovidius) viene generalmente ricondotto a ovis, "pecora", col senso di "allevatore/pastore di pecore", un'etimologia plausibile se si considera che esistevano vari altri gentilizi tratti da nomi di umili animali domestici (Vitellius, Verrius, Asinius, Porcius). Non è però da scartare l'idea che possa avere origini etrusche o sabelliche.
Il gentilizio latino era abbastanza diffuso e venne portato, tra gli altri, dal noto poeta Ovidio (nome completo: Publio Ovidio Nasone), che Augusto spedì in esilio nell'odierna Romania, dove infatti il nome è piuttosto comune. Anche in Italia, dove rappresenta una ripresa erudita rinascimentale, la sua diffusione è dovuta principalmente alla fama di tale personaggio; negli anni settanta si contavano oltre cinquemila occorrenze del nome, attestate su tutto il territorio nazionale ma più raramente al Sud.

## Onomastico
Generalmente, l'onomastico viene festeggiato il 3 giugno in onore di un sant'Audito, vescovo di Braga in Portogallo e martire, dalla storicità incerta; la sua associazione con il nome "Ovidio" è frutto di un curioso caso di fraintendimento linguistico: siccome "audire" e "audito" (termini a cui veniva associato il nome, e che potrebbero benissimo esserne alla base) in portoghese sono ouvir e ouvido, il santo era detto são Ouvido, poi riportato erroneamente in latino come sanctus Ovidius, e quindi sant'Ovidio.
Oltre ad esso, si registrano con questo nome tre beati, tutti martiri della guerra civile spagnola, alle date seguenti:
- 14 luglio, beato Ovidio Bravo Porras, frate domenicano, martire presso Almagro[5]
- 22 agosto, beato Ovidio Fernández Arenillas (Eusebio del Bambin Gesù), sacerdote carmelitano scalzo, martire a Toledo[6]
- 18 novembre, beato Ovidio Beltran, religioso, martire a Lorca[7][8]

## Persone
- Publio Ovidio Nasone, poeta romano

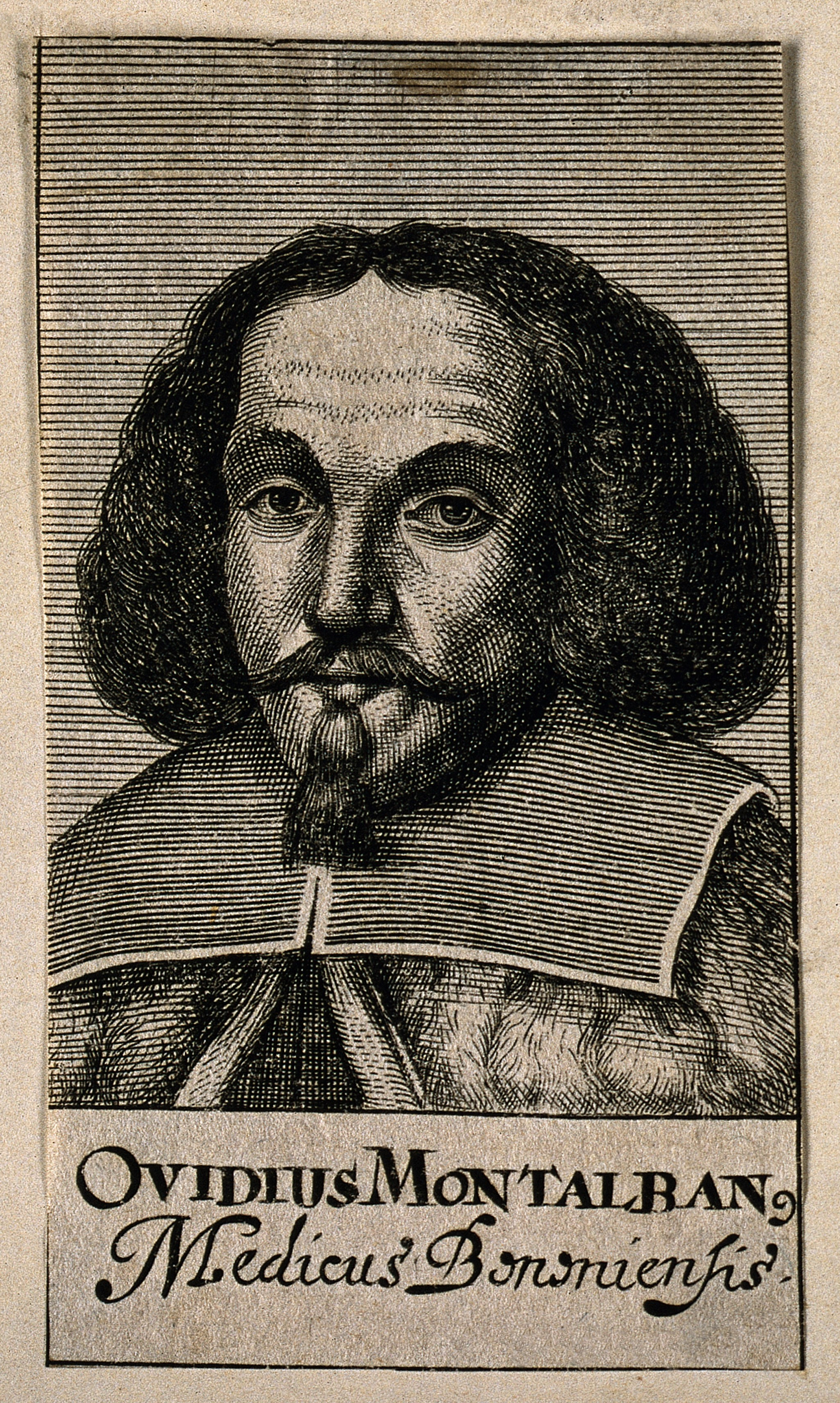
Ovidio Montalbani

- Ovidio G. Assonitis, produttore cinematografico, regista e sceneggiatore greco naturalizzato statunitense
- Ovidio Bompressi, attivista italiano
- Ovidio Capitani, storico e saggista italiano
- Ovidio Lari, vescovo cattolico italiano
- Ovidio Montalbani, matematico, medico e astronomo italiano
- Ovidio Vezzoli, vescovo cattolico italiano

### Variante Ovidiu

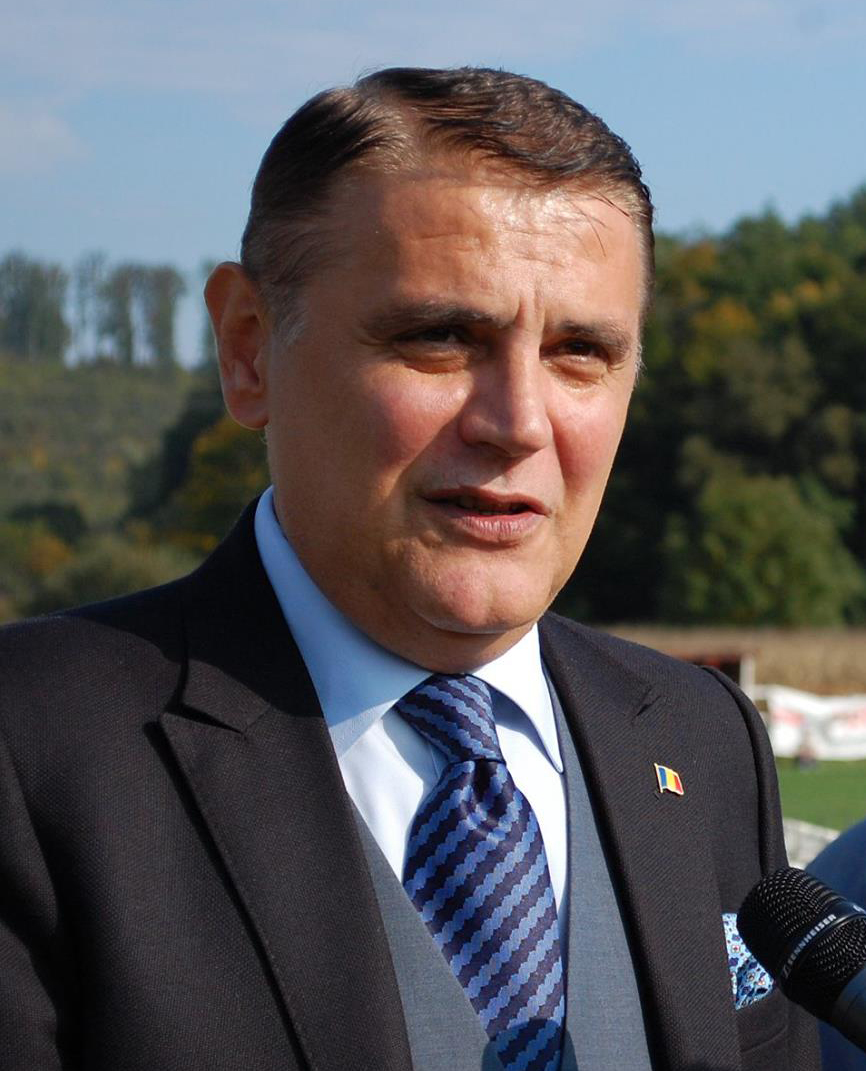
Ovidiu Silaghi

- Ovidiu Cernăuțeanu, cantante rumeno
- Ovidiu Hațegan, arbitro di calcio rumeno
- Ovidiu Petre, calciatore rumeno
- Ovidiu Silaghi, politico rumeno
- Ovidiu Stîngă, calciatore e allenatore di calcio rumeno

### Altre varianti
- Ovide Charlebois, vescovo cattolico e missionario canadese
- Ovide Decroly, pedagogista, neurologo e psicologo belga
- Ovidijus Vyšniauskas, cantante lituano